# Couperin (familia)

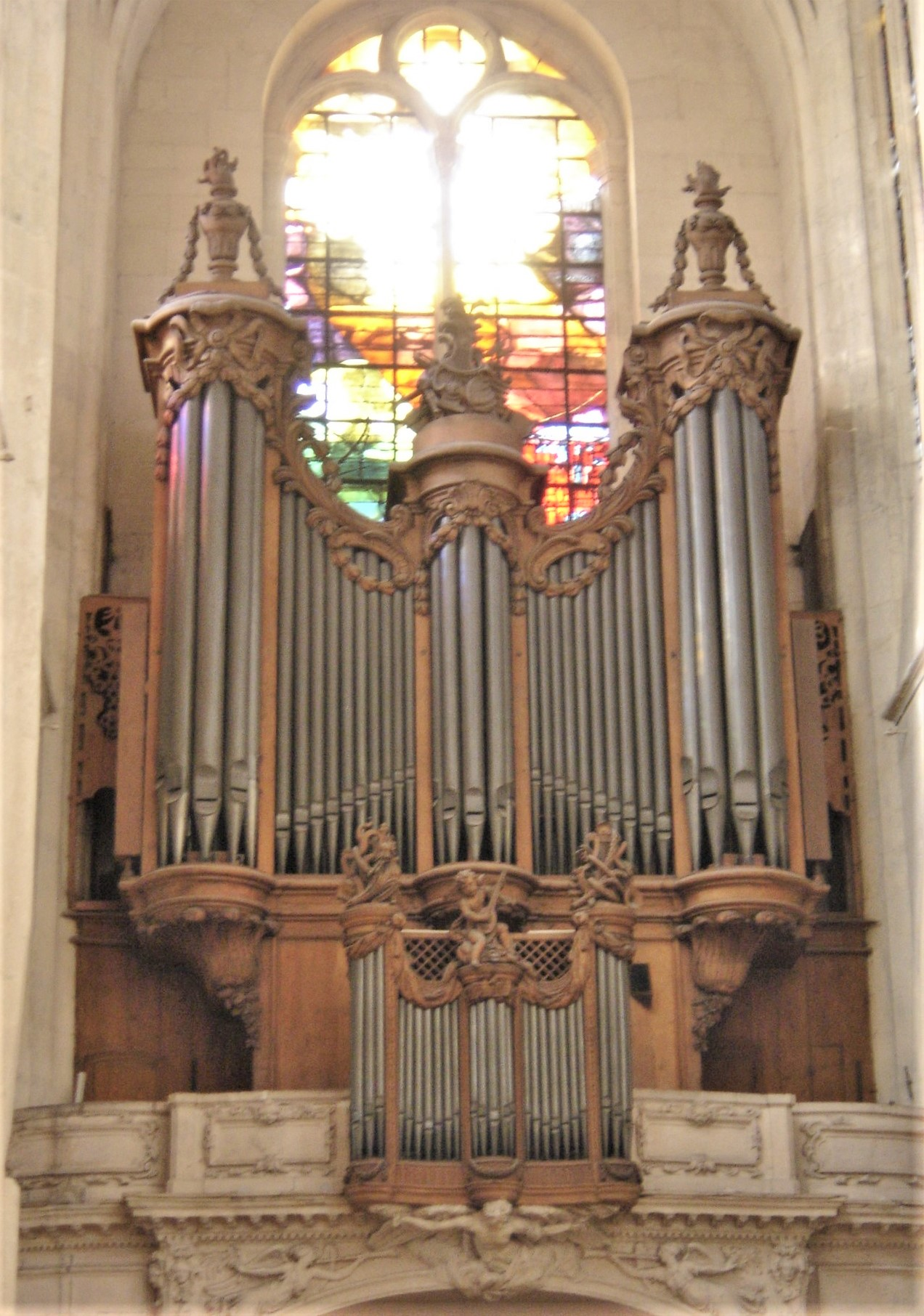
Órgano de la iglesia de Saint-Gervais de París. Los Couperin fueron organistas titulares de este templo durante casi un siglo.

Couperin fue familia de músicos franceses del periodo Barroco.
Originarios de Sena y Marne, los Couperin fueron titulares del órgano de la iglesia Saint-Gervais en París de manera continua durante casi cien años.
Sus miembros más destacados fueron Louis y, sobre todo, su sobrino François, también conocido como Couperin le Grand (Couperin el Grande).
- Datos: Q1137568